# Тураускене, Рената
Рената Тураускене (лит. Renata Turauskienė, ур. Домкуте (лит. Domkutė); род. 23 февраля 1969, Шяуляй) — советская и литовская шахматистка, международный мастер среди женщин (2003). Двукратная чемпионка Литовской ССР и Литвы (1988, 2001).

## Биография
С конца 1980-х до начала 2000-х годов входила в число сильнейших шахматисток Литвы. Многократный призёр чемпионатов Литвы по шахматам среди женщин, в которых два раза победила (1988, 2001) и три раза (1989, 2002, 2003) заняла второе место. В 1989 году участвовала в финале чемпионата СССР по шахматам среди женщин в Волжском.
Представляла сборную Литвы на крупнейших командных шахматных турнирах:
- в шахматных олимпиадах участвовала два раза (1992, 2002);
- в командном чемпионате Европы по шахматам участвовала в 2003 году.

Известна также как шахматный тренер. Была первым тренером международного мастера среди мужчин (IM) Дейманте Даулите и других шауляйских шахматистов.
Старшая сестра — В. Паулаускене, чемпионка Литвы 1990 г.